# إبراهام بي. غرانت
إبراهام بي. غرانت هو محامي وسياسي أمريكي، ولد في 5 أبريل 1804، وتوفي في 11 ديسمبر 1871 في أوسويغو في الولايات المتحدة. نشط حزبياً في الحزب الديمقراطي. وقد انتخب عضو مجلس النواب الأمريكي ‏.